# 女子ボクシング チャレンジマッチ
女子ボクシング チャレンジマッチ（じょし―）は、日本ボクシング連盟（JABF）が2013年より新設する女子アマチュアボクシングの大会である。

## 概要
2002年より女子を公認したJABFであるが、10年以上の間国内主要大会は全日本女子アマチュアボクシング選手権大会しかなく、女子ボクシングが採用されたロンドンオリンピックに日本代表を1人も送り込めなかったことで実戦不足が浮き彫りになった。
2013年2月19日、JABFは実戦機会を増やすことを目的として「チャレンジマッチ」の新設を発表。
第1回は4月2日に後楽園ホールで開催され、ロンドン五輪男子バンタム級銅メダリストの清水聡や同大会出場の鈴木康弘らがエキシビションマッチを行った。
第2回は2016年からの国民体育大会ボクシング競技に女子が正式種目として追加されるためのPRの一環として、2014年10月16日に長崎がんばらんば国体ボクシング会場となる雲仙市吾妻体育館にてスパーリング形式で行った。

## 大会内容
4階級で国内上位選手に加えて2階級で台湾からの招待選手も参加し、トーナメントではなくワンマッチとして6試合が組まれる他、男子のエキシビションも追加される。
また、アマチュアとして初めて入場料を徴収し、興行色の強い大会となる。

## 結果
フライ級
秋山優女 19 - 9 竹中愛佑梨
伊藤沙月 14 - 7 千本瑞規
フェザー級
林美涼 3R1:26 RSC 古川絢菜
エキシビション
鈴木康弘 - 高橋諒
ライトフライ級
和田まどか 1R1:38 RSC 矢野明日香
佐伯霞 失格 仲田幸都子
フェザー級
箕輪綾子 12 - 10 新本亜也
エキシビション
清水聡 -	渡辺哲也
バンタム級
釘宮智子 23 - 3 邱敬雅
ミドル級
山崎静代 25 - 15 薛春秋